# Trentepohlia tenuicercus
Trentepohlia tenuicercus är en tvåvingeart som beskrevs av Alexander 1964. Trentepohlia tenuicercus ingår i släktet Trentepohlia och familjen småharkrankar. Inga underarter finns listade i Catalogue of Life.